# Мозер Михайло Іванович
Михайло Іванович Мозер (22 червня 1935, Мукачево — 28 жовтня 1993) — український радянський тенісист. Чемпіон СРСР в особистому, парному і змішаному розряді. Майстер спорту СРСР (1956) .

## Біографія
У теніс грав з 15 років в рідному Мукачеві. Закінчив київський ДІФКУ. Виступав за місцеве «Динамо».
Мозер перемагав на першостях Радянського Союзу з 1959 по 1962 роки (в одиночному розряді — в 1959 і 1960 роках). У парі і міксті виступав з Сергієм Лихачовим, Рудольфом Сівохіним і Валерією Кузьменко.
У 1963 році брав у складі національної збірної участь в матчах Кубка Девіса проти команд Фінляндії та Чилі, здобувши перемоги у всіх чотирьох своїх поєдинках.
Михайло двічі змагався на Вімблдоні. У турнірі 1960 року програв у п'ятисетовому матчі першого кола Іржі Яворському з Чехословаччини (9:7, 3:6, 6:4, 2:6, 3:6).
Три роки по тому радянський спортсмен знову опинився в основній сітці турніру, поступившись у трьох сетах також в першому матчі Рафаелю Осуні.
Його єдина поява у чемпіонаті Франції відбулася в 1960 році, де Мозер не зміг подолати бар'єр стартового раунду змагань — поразка від німця Інго Будінга була майже без шансів для Мозера — 2:6, 2:6, 0:6

## Досягнення
- Почесний майстер спорту СРСР.
- Чемпіон СРСР в одиночному розряді (1959—1960), в парному (1959—1962), в змішаному (1958, 1960), чемпіон Спартакіади народів СРСР в одиночному і парному розрядах (1959), багаторазовий чемпіон України в різних розрядах, переможець міжнародного турніру в Катовицях.
- Перша ракетка СРСР в одиночному розряді (1959—1960).
- Член команди СРСР в Кубку Девіса (1963).

## Особисте життя
Брат — Іван Мозер, відомий радянський футболіст. Був одружений зі Світланою Смирновою, чемпіонкою СРСР 1958 і 1959 в танцях на льоду. Їхня донька — тренерка з фігурного катання Ніна Мозер.